# Instytut Astronomiczny Uniwersytetu Wrocławskiego
Instytut Astronomiczny Uniwersytetu Wrocławskiego (IA UWr) – jednostka dydaktyczno-naukowa należąca do struktur Wydziału Fizyki i Astronomii Uniwersytetu Wrocławskiego. Dzieli się na 2 zakłady, pracownie naukową, obserwatorium astronomiczne i bibliotekę instytutową. Posiada uprawnienia do nadawania stopni naukowych doktora i doktora habilitowanego oraz wnioskowania o nadanie tytułu naukowego profesora. Prowadzi działalność dydaktyczną i badawczą związaną z heliofizyką, spektroskopowymi badaniami zjawisk aktywnych na Słońcu, analizą widm i obrazów rentgenowskich, badaniami statystycznymi i prognozowaniem aktywności rozbłyskowej Słońca, badaniami teoretycznymi nad zjawiskami aktywności słonecznej i gwiazdowej, astrofizyką, fotometrią i spektrofotometrią gwiazd zmiennych w zakresie promieniowania widzialnego, ultrafioletowego i rentgenowskiego, modelowaniem atmosfer. Instytut oferuje studia na kierunku astronomia.
W 2011 w instytucie kształciło się 58 studentów, w tym wyłącznie w trybie dziennym. Siedzibą instytutu jest budynek znajdujący się przy ulicy Mikołaja Kopernika 11 we Wrocławiu, na terenie Parku Szczytnickiego.
Instytut powstał w lutym 1956 roku z przekształcenia dotychczasowego Obserwatorium Uniwersytetu Wrocławskiego w samodzielny instytut. Jego twórcami byli naukowcy przybyli w znacznej części z Uniwersytetu Jana Kazimierza we Lwowie. Pracownicy naukowi instytutu zajmowali też często najważniejsze stanowiska w hierarchii uniwersyteckiej, wielokrotnie obejmowali też funkcję dziekanów na swoich wydziałach. Instytut początkowo afiliowany był przy Wydziale Matematyki, Fizyki i Chemii, od 1995 roku przy Wydziale Matematyki i Fizyki, a od reorganizacji struktur uniwersyteckich w 1996 roku przy Wydziale Fizyki i Astronomii.

## Władze (2020-2024)
Dyrektor: dr hab. Robert Falewicz
Zastępca Dyrektora ds. Ogólnych: prof. dr hab. Paweł Rudawy
Zastępca Dyrektora ds. Dydaktycznych: dr hab. Grzegorz Kopacki

## Poczet dyrektorów

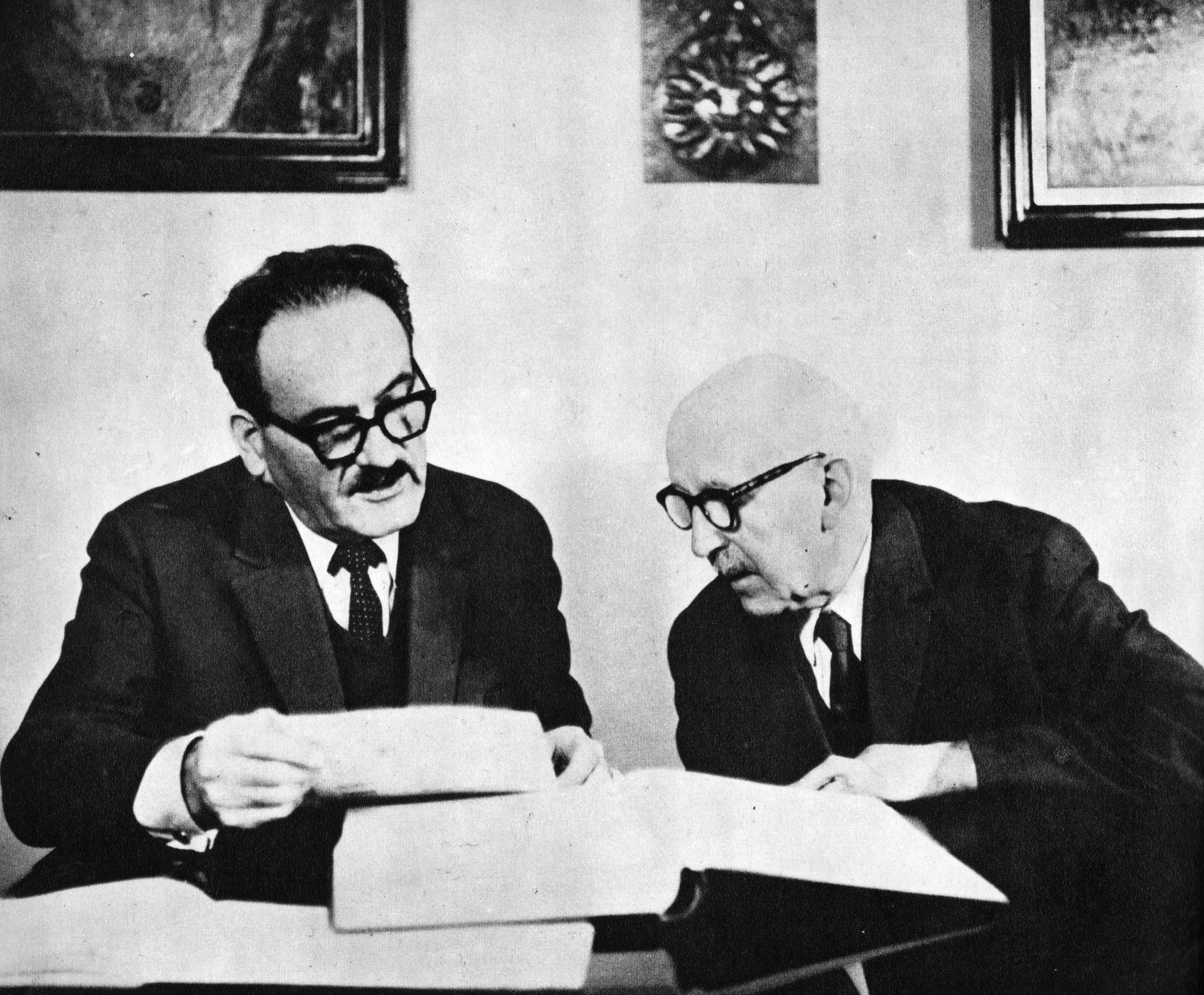
Prof. Eugeniusz Rybka (z prawej) w rozmowie z doc. dr. Józefem Sałabunem

- 1956-1958: prof. dr hab. Eugeniusz Rybka
- 1958-1971: prof. dr hab. Jan Mergentaler
- 1971-1978: prof. dr hab. Antoni Opolski
- 1978-1981: prof. dr hab. Jerzy Jakimiec
- 1981-1984: prof. dr hab. Mikołaj Jerzykiewicz
- 1984-1987: doc. dr Tadeusz Jarzębowski
- 1987-1993: prof. dr hab. Jerzy Jakimiec
- 1993-2002: prof. dr hab. Henryk Cugier
- 2002-2020: prof. dr hab. Michał Tomczak
- od 2020: dr hab. Robert Falewicz

## Historia

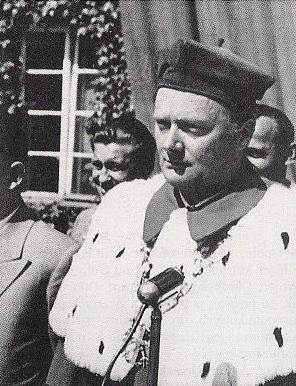
Prof. Antoni Opolski, jeden z dyrektorów IA UWr

Początki wrocławskiego Obserwatorium Astronomicznego związane są z założeniem w 1791 roku obserwatorium na tzw. Wieży Matematycznej na Gmachu Głównym Uniwersytetu Wrocławskiego przez Antona Jungnitza. Na początku XX wieku przeniesiono siedzibę obserwatorium na Wyspę Tamkę nad Odrą we Wrocławiu. Na przełomie lat 20. i 30. XX wieku zbudowano nową siedzibę dla obserwatorium w Parku Szczytnickim we Wrocławiu.
Po zakończeniu II wojny światowej obserwatorium zostało przejęte przez polskich astronomów ze Lwowa, którzy zorganizowali polski Uniwersytet i Politechnikę Wrocławską. W 1956 roku Obserwatorium zostało przemianowane na Instytut Astronomiczny. W latach 70. XX wieku powstała idea budowy Obserwatorium na Wielkiej Sowie w Sudetach, jednak ze względu na brak funduszy została ona zarzucona. Dwa zakupione do planowanego Obserwatorium instrumenty, w tym 60-cm reflektor Zeissa (1976 rok) i 53-cm koronograf (1980 rok), zostały ulokowane w Białkowie i stanowią obecnie najważniejsze instrumenty obserwacyjne Instytutu.

## Kierunki kształcenia
Instytut kształci studentów na kierunku astronomia na studiach pierwszego stopnia (licencjackie, 3-letnie), a następnie studenci mogą kontynuować studia drugiego stopnia (magisterskich uzupełniających, 2-letnich).
Istnieje możliwość dalszego kształcenia w ramach Doktoranckiego Studium Astronomii (dyscyplina naukowa astronomia w zakresie następujących specjalności: heliofizyka, astrofizyka i astronomia klasyczna).

## Struktura organizacyjna
- Zakład Astrofizyki i Astronomii Klasycznej
  - Kierownik: prof. dr hab. Andrzej Pigulski

- Zakład Heliofizyki i Fizyki Kosmicznej
  - Kierownik: prof. dr hab. Arkadiusz Berlicki

- Biblioteka Instytutu Astronomicznego
- Pracownia Dydaktyki i Popularyzacji Astronomii „Planetarium”
- Obserwatorium Astronomiczne

## Baza lokalowo-dydaktyczna

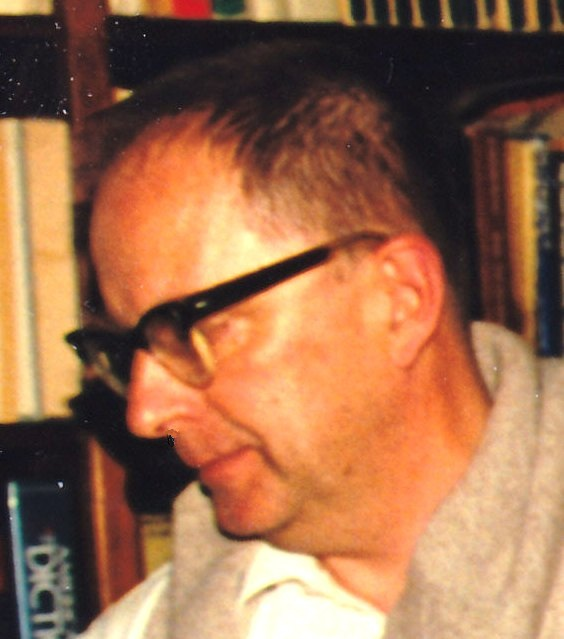
Bohdan Paczyński, jeden z doktorów honoris causa UWr, który otrzymał ten tytuł z inicjatywy pracowników IA UWr

Instytut Astronomiczny Uniwersytetu Wrocławskiego znajduje się we wschodniej części Wrocławia w dzielnicy Sępolno, na skraju Parku Szczytnickiego, w bliskim sąsiedztwie Ogrodu Zoologicznego, Hali Stulecia i Stadionu Olimpijskiego.
Część pracowni, sala wykładowa, biblioteka instytutowa, a także gabinety pracowników mieszczą się w trzech budynkach od strony ul. Kopernika. Najwyższy, dwupiętrowy budynek jest zwieńczony kopułą mieszcząca 203-mm refraktor Clarka-Repsolda. W głębi terenu znajdują się: budynek nowego warsztatu wraz z przyległym pawilonem dydaktycznym, pawilon małego koronografu oraz pawilon instrumentu przejściowego i koła wertykalnego. Na terenie Instytutu, bliżej ulicy Mickiewicza, znajduje się także pawilon wrocławskiego oddziału Centrum Badań Kosmicznych Polskiej Akademii Nauk, czyli Zakładu Fizyki Słońca.
Ponadto niektóre zajęcia praktyczne oraz praktyki wakacyjne prowadzone są w Obserwatorium Uniwersytetu Wrocławskiego w Białkowie koło Wińska. Z kolei wykłady i część ćwiczeń z przedmiotów fizycznych i matematycznych prowadzonych przez pracowników Instytutów Fizyki odbywają się w pomieszczeniach znajdujących się przy placu Maxa Borna 9. Lektoraty językowe odbywają się natomiast w Studium Praktycznej Nauki Języków Obcych (SPNJO) na pl. Biskupa Nankiera 2/3.

## Doktoraty honoris causa UWr przyznane z inicjatywy pracowników instytutu
- 1 października 1975: Cornelis de Jager
- 1 października 1975: Andrej Borysowicz Sewernyj
- 15 listopada 1993: Daniel Beauvois
- 25 czerwca 2004: Bohdan Paczyński